# Hasan Prishtina
Hasan Prishtina, właśc. Hasan Bej Vuçiterna (ur. 27 kwietnia 1873 w Vučitrnie, zm. 14 sierpnia 1933 w Salonikach) – albański polityk i działacz narodowy.

## Życiorys
Był synem Ahmeta Vuçiterny – urzędnika osmańskiego. Po ukończeniu francuskojęzycznej szkoły średniej w Salonikach studiował prawo w Stambule. Po studiach rozpoczął pracę urzędnika w Skopju, gdzie nawiązał pierwsze kontakty z albańskimi działaczami narodowymi. W 1908 został wybrany do parlamentu osmańskiego z okręgu Prishtiny, wtedy także zmienił nazwisko. Kiedy rząd osmański odmówił przyznania Albańczykom daleko idącej autonomii, Prishtina wraz z grupą działaczy albańskich zaczął organizować zgromadzenie ogólnoalbańskie w Juniku, które podjęło się przygotowania powstania zbrojnego. Jego współpracownikami byli wówczas Isa Boletini i Bajram Curri.
Po ogłoszeniu niepodległości przez Albanię w listopadzie 1912 znalazł się w składzie rządu Ismaila Qemala, jako minister poczt i telegrafów. W 1917 był więziony przez Bułgarów, ale udało mu się uciec z więzienia. Po zakończeniu I wojny światowej Prishtina wraz z Bajramem Currim zorganizował w Szkodrze Komitet Obrony Kosowa, działający na rzecz przyłączenia Kosowa do państwa albańskiego. W 1919 znalazł się w składzie delegacji albańskiej na Konferencję Pokojową w Paryżu. W 1920 był jednym z organizatorów kongresu w Lushnji, gdzie odtworzono struktury państwa albańskiego. W wyniku zamachu stanu, w grudniu 1921 przez okres pięciu dni sprawował urząd premiera rządu albańskiego. Od 1923 współpracował z Partia Ludową, kierowaną przez Fana Nolego. W 1924 poparł przewrót przeciwko rządom Ahmeda Zogu. Po upadku Nolego wyemigrował z kraju. W latach 1926–1931 mieszkał w Wiedniu, a następnie przez dwa lata w Paryżu. W 1933 mieszkał w Budapeszcie by w czerwcu 1933 przeprowadzić się do Salonik, gdzie kupił dom. W czasie pobytu na emigracji pisał memoranda skierowane do Ligi Narodów, które miały zwrócić uwagę na prześladowania kosowskich Albańczyków przez Serbów.

## Zamach i śmierć
W 1931 w czasie pobytu w Nicei Hasan Prishtina poznał Ibrahima Hysejna Çelo, Albańczyka urodzonego w Serbii, ale w tym czasie mieszkającego w Barcelonie. W 1933 Çelo przyjechał do Salonik, na zaproszenie Prishtiny, który obiecał mu pomóc w znalezieniu dobrej pracy. W Salonikach spotykali się przez tydzień, zanim Çelo zastrzelił Prishtinę na jednej z ulic w centrum Salonik. Według zeznań zamachowca, złożonych przed policją grecką, Prishtina planował zamordować króla Albanii, co miało skłonić Çelo do dokonania zabójstwa.

## Życie prywatne
Był żonaty (żona Ikbale pochodziła z Tesalii, zmarła w 1931), nie miał dzieci.

## Pamięć
W 1977 jego szczątki przewieziono do Albanii, spoczął w Kukësie. W 2012 w sąsiedztwie Narodowego Muzeum Historycznego w Tiranie odsłonięto pomnik Hasana Prishtiny. Jego imię noszą ulice w Tiranie i w Durrësie, a także uniwersytet w Prisztinie.